# Monapia angusta
Monapia angusta är en spindelart som först beskrevs av Cândido Firmino de Mello-Leitão 1944.  
Monapia angusta ingår i släktet Monapia och familjen spökspindlar. Inga underarter finns listade i Catalogue of Life.